# Toshiba T 200
Toshiba T 200 (T 200) је кућни рачунар фирме Toshiba који је почео да се производи у Јапану током 1980. године.
Користио је Intel 8085 микропроцесорску јединицу а РАМ меморија рачунара је имала капацитет од 64 KB. 
Као оперативни систем кориштен је CP/M.

## Детаљни подаци
Детаљнији подаци о рачунару T 200 су дати у табели испод.
|                       |                                       |
| [ 1 ]                 |                                       |
| Произвођач            |                                       |
| Тип                   | кућни рачунар                         |
| Меморија              | 64                                    |
| Поријекло             | Јапан                                 |
| Година                | 1980                                  |
| Тастатура             | тастатура са пуним помаком тастера    |
| Процесор              | 8085                                  |
| Фреквенција процесора | 2                                     |
| RAM                   | 64                                    |
| ROM                   | 32                                    |
| Текст                 | 80 стубова x 24 линија                |
| Графика               | непознато                             |
| Боја                  | монохроматски уграђени монитор        |
| Звук                  | уграђени звучник. Једноканални излаз. |
| Димензије             | 60 x 40 x 40 / 15                     |
| Портови               |                                       |
| Оперативни систем     |                                       |